# Холон
Холон (хебр. חולון, арап. ‏حولون‎) је град у Израелу у округу Тел Авив. Према процени из 2022. у граду је живело 197.957 становника.

## Становништво
Према процени, у граду је 2022. живело 197.957 становника.
| 1983.   | 1995.   |
| ------- | ------- |
| 133.460 | 163.082 |

## Градови побратими
- Дејтон
- Сирен
- Berlin-Mitte
- Hannoversch Münden
- Аншан